# バトルホーク
『バトルホーク』は、1976年10月4日から1977年3月28日まで東京12チャンネル（現：テレビ東京）で毎週月曜日19:30 - 20:00に全26話が放送された、東洋エージェンシー（現：創通）・ナック（現：ICHI）製作の特撮テレビ番組、および作品内に登場するヒーローの名称。
石川賢による漫画が『冒険王』に連載されていたが、ストーリーは大きく異なる。

## あらすじ
日本有数の武道家である楯哲舟を祖父に持つ楯彰吾、大二郎、ユリカの楯三兄妹はテロリスト集団「兇鬼の掟」の東洋支部長・紅鬼大人に祖父・哲舟を謀殺され復讐を誓う。祖父・哲舟がアメリカで修行中のころ、伝説に生きるインディアン・シャスタ族の酋長にもらった3つのゴッドトマホークを託されていた楯三兄妹はゴッドトマホークを打ち合わせることによって、伝説が生んだ不滅の戦士バトルホーク、ビッグホーク、クイーンホークに化身。世界を戦乱の渦に巻き込もうとするテロリスト集団「兇鬼の掟」の殺しのプロ、闇が醸した憎しみの妖精、テロル闘人と死闘を繰り広げる。

## 概要
永井豪が初めて実写特撮ヒーローの原作を担当した作品。当時のカンフーブームの影響を受け武芸を題材としている。トマホークを用いた豪快なアクションが特徴であったが、後半は剣が主要武器となる。
「兇鬼の掟」は、当初、頭領の黄金大帝を頂点にその下に集う格闘技のビッグファイブこと五色衆（紅鬼大人、暗黒鉄人、白虎道士、緑魔夫人、青龍騎士）の存在を示唆していたが、視聴率不振などの諸事情で、予定されていた青龍騎士編が路線変更され、紅鬼大人と白虎道士を倒し、兇鬼の掟・極東支部が壊滅したところで物語が完結となった。
バトルホークら3人の主役キャラクターは、同じ石川賢による漫画『快傑シャッフル』に登場する悪役「トマホーク三兄弟」を原典としている。
「シャスタ族」はカリフォルニア州に実在するインディアン部族であるが、トマホークを宝とする文化はない。
楯三兄妹が「兇鬼の掟」の怪人や戦闘員たちと戦い、またジェットコースターなどの遊具で楽しむ場面も登場するオープニングは、小田急御殿場ファミリーランドで撮影された。

## 主要登場人物

### 楯三兄妹
武道一家・楯ファミリーの三兄妹。父・正一郎、母・静子も武道家として世界中を旅している。三兄妹はそれぞれが胸に付けているゴッドホークを投げ三本を空中で打ち合わせる（重ねる）ことで稲光とともに化身する。そのため三人揃っていなければ化身できない。ただし、必ずしも三兄妹が投げる必要はなく、第25話でユリカからゴッドホークを奪った紅鬼大人がそれを投げたため、三兄妹を化身させてしまっている。
楯 彰吾（たて しょうご）
長兄。兄妹をまとめる熱血漢で、大二郎とユリカもふだんは彼の指示に従う。金のゴッドホークでバトルホークに化身する。普段はスポーツジムの（ほぼ全般の運動分野の）インストラクター。
楯 大二郎（たて だいじろう）
次兄。兄妹一の怪力を誇る巨漢で、妹思いだが、ドジも多く兄と妹にたしなめられることもしばしば。彰吾を「兄貴」と呼んでいる。黒のゴッドホークでビッグホークに化身。普段は他の2人と別の場所にあるフィールドアスレチックのインストラクターをしている。
楯 ユリカ（たて ユリカ）
長女で末妹。勝気な性格だが兄妹一のお爺ちゃん子。彰吾を「兄さん」、大二郎を「兄貴」と使い分けて呼ぶ。銀のゴッドホークでクイーンホークに化身する。普段はスポーツジムの水泳インストラクター。

#### バトルホーク
楯三兄妹の長男・彰吾が化身する戦士。柄の部分で合体させることが可能な2本のトマホークを武器として戦う。

##### 武器・技
水平斬り
どくろ鎌の首を切り裂いた必殺技。
戦刃旋風斬り
バトルホークの得意技。合体させたトマホークを高速回転させて敵を切り裂く。敵の攻撃を弾くために使用することもある。
変化風刃投げ
トマホークの片方を投げつける必殺技。ブーメランのように戻って来る。
秘投三方刃
変化風刃投げの変則版必殺技。投げたトマホークを周囲の障害物に当てて2度跳ね返らせ、油断した敵に命中させる。第7話で初使用。
バトル剣返し
合体させたトマホークから、斧の刃を両方とも外すと、残った柄の中から仕込み杖のように刀を抜くことができる。投げて使うこともある。11話で初使用。後半ではトマホークよりもバトル剣で怪人を倒すことが多かった。
秘剣・戦刃飛龍斬り
合体させたトマホークの、斧の刃を両方とも敵に飛ばし、さらにバトル剣返しで斬りつける。再生どくろ鎌に使用。
バトル秘剣隠し
バトル剣返しで作った剣が折れても、その柄にはさらに短剣が仕込まれている。スノブをこれで倒した。
手裏剣（名称不明）
短剣状の手裏剣。第25話で紅鬼大人の左目を潰し、不死身の術を封じた。
トマホーク音波
3人のトマホークを打ち合わせて超音波を発生させる。コクバにダメージを与えた。
指弾（名称不明）
変身前の武器。彰伍が携帯している金色のつぶて。変身前に使う武器で、相手に投げつけて怯ませる。
聖なる光
3人共通の、変身前の能力。ゴッドホークから聖なる光を発し、敵の呪いや催眠術を打ち破る。

#### ビッグホーク
楯三兄弟の次男・大二郎が化身する戦士。怪力の持ち主で、巨大なトマホークを武器とする。プロレス技も得意で、大魔公望やヒトライヤーをプロレス技で倒している。

##### 武器・技
怪力岩石砕き
大型トマホークを力いっぱい振り下ろす。岩石の後ろに隠れた敵も、この技で岩石ごと倒されてしまう。
突風（名称不明）
大型トマホークを振り回して突風を起こす。
地響き（名称不明）
大型トマホークの柄を地面に打ちつけて地響きを起こし、兇鬼兵を蹴散らす。

#### クイーンホーク
三兄妹の末妹・ユリカが化身する戦士。スピード戦を得意とし、鎖でつながれた2本のトマホークを武器とする。

##### 武器・技
飛燕風車鎖
鎖付きトマホークを振り回して攻撃する。
空中クイーン斬り
ビッグホークの腕を踏み台にしてジャンプし、空中の敵を斬る必殺技。風むささびを倒した。
手裏剣（名称不明）
短剣状の手裏剣。バトルホークのものと同じ。

### 兇鬼の掟
世界各地で暗躍し、世を混乱の渦に巻き込もうと企むテロリスト集団。読みは「きょうきのおきて」。
主な目的は各国の要人や大富豪などの暗殺だが、白虎道士登場以降は楯兄弟の抹殺などが目的になる。
黄金大帝（おうごんたいてい）
「兇鬼の掟」の頭領。あらゆる物に憑依し操る能力を持つ。壁に取り付けられた京劇面や鬼面状のレリーフから指令を下し、その正体は不明。破壊と闘争こそが人類の進化と科学技術の進歩をもたらし、平和を停滞と愚昧な欲望を招く堕落と断じ、殺戮と混乱の末、生き残ったより進化した人類の頂点に立たんとしている。冷酷残忍な性格で失敗した部下には一切容赦しない。
紅鬼大人（こうきたいじん）
「兇鬼の掟」幹部集団・五色衆(ビッグファイブ)の一人にして紅鬼党の党首でアジア地区担当。元は武術家で楯哲舟の好敵手であったが、自らの才に限界を感じ、力を手に入れ若さを維持するため黄金大帝の下へ走った。妻に紅竜子こと紅竜鬼がおり（第7話に登場）、その風貌に似合わず愛妻家。
白虎道士（びゃっこどうし）
五色衆の一人・白虎一族の族長で妖術の使い手。元は西南アジア・アフリカ支部担当であったが、紅鬼大人の死後、アジア地区に赴任した。娘に吸血鬼・兇仙女がいる。
テロル闘人（テロルとうじん）
「兇鬼の掟」が暗殺などの作戦に投入する怪人。劇中では具体的な正体が明かされていないが、紅竜鬼のように素体が人間と思われる者も存在する。当初は鎌・剣・鞭などといった道具がモチーフとなっていたが、やがて特定のモチーフを持たないものが主流となる。当時の特撮作品の怪人では珍しく断末魔は爆発ではなく消滅か、遺体が横たわるだけだった。
兇鬼兵（きょうきへい）
「兇鬼の掟」の下級戦闘員。幹部やテロル闘人の手足となって働く。サタンソルジャーという別称もある。武器は槍。
- 当初は紅鬼大人専用の兵士。また「白虎兵」なる戦闘員のラフが存在し、「当初は軍団別に戦闘員を変更する予定だった!?」とも推察がある。

## マシン
バトルジープ
彰伍が乗る、2人乗りジープ。クイーンバイクを後部に搭載している。その際、助手席にはユリカが乗る。バトルミサイルを装備。ミサイルは実弾とスモーク弾の2種類があり、実弾は再生どくろ鎌を倒した。
ビッグカート
大二郎が乗る自動車。武装は無いが頑丈で、体当たりで岩も砕く。最終話で崖から転落、大破した。
クイーンバイク
ユリカが乗る小型バイク。バトルジープ後部に格納されており、ユリカが跨って「クイーンバイク、スタート!」と叫ぶと発進する。ジェット噴射装置により、優れた機動性を誇る。武装として前輪部にクイーンロケットを装備している。
これら3マシンは、素顔の楯兄妹での移動や戦闘のみに使われ、化身後はほとんど使用しない。

## スタッフ
- 原作：永井豪、石川賢
- 企画：ダイナミックプロ、永井隆、菊池忠昭
- 監督：長野卓、山田健、土屋啓之助、小池要之助
- 脚本：桂真佐喜、伊東恒久、高円寺博、吉田進、衣裴洋之、古諸州
- プロデューサー：大熊伸行（東洋エージェンシー）、篠原通男（ナック）
- 撮影：米沢勲
- 照明：金井道朗
- 美術：筒井増男
- 整音：豊田博
- 効果：協立効果
- 選曲：小原孝司
- 編集：香園稔
- 助監督：小池要之助、高坂勉
- 制作主任：原雄次郎
- 殺陣：伊奈貫太、K&U
- 特撮監督：有川貞昌
- アニメ担当：藤井晨一
- 合成：中野稔
- 音楽：小森昭宏
- 舞台装置：美建興業
- 現像：東京現像所
- 装飾：高津装飾美術
- かつら：川口カツラ
- 衣裳：京都衣裳
- 協力：社団法人スポーツ会館、小田急御殿場ファミリーランド/ 富士急興業株式会社、初島バケーションランド(5, 6)、小田急向ヶ丘遊園(22)
- 制作：東洋エージェンシー、ナック

## 主題歌
- オープニングテーマ：「怒れ勇者よバトルホーク」（作詞：高円寺博 / 作曲、編曲：小森昭宏[注 5] / 歌：池田鴻）
- エンディングテーマ：「正義の闘士バトルホーク」（作詞：高円寺博 / 作曲、編曲：小森昭宏 / 歌：池田鴻）

## キャスト
- 楯彰吾：時本和也
- 楯大二郎：堀江信介
- 楯ユリカ：深田ミミ
- 楯哲舟：内田良平(1 - 3)
- 紅鬼大人：石光豊(1 - 10, 25)
- 白虎道士：きくち英一(11 - 26)
- 黄金大帝の声：緑川稔
- ナレーター：池水通洋

### スーツアクター
- バトルホーク：[12]森岡隆見
- ビッグホーク：[12]堀江信介
- クイーンホーク：[12]大貫幸雄
- テロル闘人：[12]荻原紀

ほか

### 主なゲスト
役者の左の括弧内は登場話数。その他のゲストは放送リストを参照。
- 張丙則：中庸介 (1)
- ミセス・ネーブル：緒方千秋 (1)
- 男の子：中越司 (2)
- ミニスター：F・ボサート (3)
- 三田村社長：細川俊夫 (4)
- 三田村厚：近藤宏 (4)
- 児玉安彦：西村淳二 (4)
- 児玉正彦：梶正昭 (4)
- 湯浅教授：奥野匡 (5, 6)
- 理沙：西原美由紀 (5, 6)
- ミキ：小林ゆかり (5, 6)
- 少年時代の彰悟：片岡孝之 (7, 8)
- 少年時代の大二郎：米村知晃 (7, 8)
- 少女時代のユリカ：伊藤つかさ (7, 8)
- サンダー夫人：亀渕友香 (8)
- 楯正一郎：渡辺高光 (8)
- 楯静子：小園蓉子 (8, 26)
- アナウンサー：篠原大作 (9)
- 作造：柳谷寛 (10)
- 東次郎：多宮健二 (11)
- 野中マサル：吉田友紀 (12)
- 美代：今井美佐子 (13)
- 直治：江藤照之 (13)
- 住職：福原秀雄 (14)
- 珍念：都井健治 (14)
- 英二：長井悟 (15)
- 女店員：金子美佐子 (15)
- 勇一：新井つねひろ (16)
- 茜マリ：竹田かほり (16)
- 吉岡記者：佐野光洋 (17)
- 一夫：遠藤義徳 (17)
- 高科令子：萩原奈緒美 (18)
- 高科雪夫：小山渚 (18)
- 老バラモン：邦創典 (19)
- 小野小町：林野奈子 (20)
- 前田和夫：染谷利貴 (21)
- 哲也：鹿股裕司 (21)
- 一幸：神谷信弘 (21)
- 哲也の母：安藤純子 (21)
- 子供たち：劇団ひまわり (21, 23, 25)
- 和子：大井小町 (22)
- 美砂子：行事美佳 (22)
- 玄一：倉沢満夫 (23)
- 光太：岸裕一 (23)
- 浅川元海軍大将：天草四郎 (24)
- 浅川美代子：杉野公子 (24)
- 張谷理事長：松尾文人 (24)
- 渡辺部長：早川研吉 (24)

## 放送リスト
参照宇宙船SPECIAL 1998, p. 223
| 話数 | 放映日         | サブタイトル             | 登場怪人                                | 脚本     | 監督       |
| ---- | -------------- | ------------------------ | --------------------------------------- | -------- | ---------- |
| 1    | 1976年 10月4日 | 闘人どくろ鎌             | - どくろ鎌（声：福原圭一）              | 桂真佐喜 | 長野卓     |
| 2    | 10月11日       | 三日月剣テロル殺法       | - 三日月剣（声：丸山詠二）              | 桂真佐喜 | 長野卓     |
| 3    | 10月18日       | 死を刻む闘人 錨むち      | - 錨むち（声：沢りつお）                | 桂真佐喜 | 山田健     |
| 4    | 10月25日       | 弱虫記者対テロル闘人     | - とび歯車（声：八代駿）                | 桂真佐喜 | 山田健     |
| 5    | 11月1日        | 平和を砕く鉄の爪         | - 鉄の爪（声：藤城裕士）                | 伊東恒久 | 山田健     |
| 6    | 11月8日        | 紅鬼大人を打ち倒せ！     | - 大魔公望（演：新井一夫）              | 伊東恒久 | 山田健     |
| 7    | 11月15日       | 楯兄弟暗殺指令           | - 紅竜子 / 紅竜鬼（演：塩沢とき）       | 伊東恒久 | 土屋啓之助 |
| 8    | 11月22日       | 父と母に誓う             | - ウロコザル（声：沢りつお）            | 伊東恒久 | 土屋啓之助 |
| 9    | 11月29日       | 血に狂う風むささび       | - 紅鬼大人 - 風むささび（声：山下啓介） | 高円寺博 | 山田健     |
| 10   | 12月6日        | 紅鬼大人死す!!           | - 紅鬼大人 - 風むささび（声：山下啓介） | 高円寺博 | 山田健     |
| 11   | 12月13日       | 妖術師・白虎道士の挑戦   | - どくろ鎌（声：朝戸鉄也）              | 伊東恒久 | 土屋啓之助 |
| 12   | 12月20日       | 血と炎の人形魔術         | - ダイガ（声：沢りつお）                | 伊東恒久 | 土屋啓之助 |
| 13   | 12月27日       | 呪われた、地獄の使者     | - ドルド（声：山下啓介）                | 吉田進   | 山田健     |
| 14   | 1977年 1月3日  | 楯三兄弟、処刑危機一発！ | - ギルガー（声：梶哲也）                | 吉田進   | 山田健     |
| 15   | 1月10日        | 空からきた死神           | - コクバ（声：山下啓介）                | 伊東恒久 | 土屋啓之助 |
| 16   | 1月17日        | 兇鬼兵に改造せよ!!       | - バルキ（声：二見忠男）                | 伊東恒久 | 土屋啓之助 |
| 17   | 1月24日        | 吸血魔 兇仙女            | - エリナ松原 / 兇仙女（演：謝秀容）     | 伊東恒久 | 山田健     |
| 18   | 1月31日        | 呪いの糸、化身不可能!!   | - 土蜘蛛男爵（声：辻村真人）            | 伊東恒久 | 山田健     |
| 19   | 2月7日         | 恐怖の透明怪人           | - テンジール / 透明怪人（演：荻原紀）   | 吉田進   | 土屋啓之助 |
| 20   | 2月14日        | メゴラ、電撃作戦         | - メゴラ（声：八代駿）                  | 吉田進   | 土屋啓之助 |
| 21   | 2月21日        | 驀進！少年軍団           | - スノブ（演：本多晋）                  | 衣裴洋之 | 小池要之助 |
| 22   | 2月28日        | 必殺！は号大作戦         | - ヒトライヤー（声：槐柳二）            | 衣裴洋之 | 小池要之助 |
| 23   | 3月7日         | 海底の使者！海骨蟹       | - 海骨（声：市川治）                    | 古諸州   | 土屋啓之助 |
| 24   | 3月14日        | 必殺！連発弾の恐怖       | - スリンガン（声：高橋義治）            | 古諸州   | 土屋啓之助 |
| 25   | 3月21日        | 地獄の復讐鬼・紅鬼大人   | - 紅鬼大人                              | 伊東恒久 | 小池要之助 |
| 26   | 3月28日        | 妖術師・白虎道士の最後   | - 白虎道士                              | 伊東恒久 | 土屋啓之助 |

第14話は19:30 - 20:54に『国際プロレスアワー』90分特番が編成されたため、19:00 - 19:30に繰上げて放送、19:00の『迷路でデート!』は休止された。

## 放送局
- 東京12チャンネル：月曜 19:30 - 20:00
- 札幌テレビ：火曜 17:00 - 17:30[15]
- 秋田テレビ：月曜 - 金曜 6:20 - 6:50（1981年に放送）[16]
- 東北放送：月曜 - 金曜 17:30 - 18:00[17]
- 新潟放送：月曜 17:30 - 18:00[18]
- 東海テレビ：土曜 18:00 - 18:30
- 近畿放送：月曜 19:30 - 20:00[19]
- サンテレビ：月曜 19:30 - 20:00
- テレビ和歌山：月曜 19:30 - 20:00
- 山陰中央テレビ：火曜 18:00 - 18:30[20]
- 中国放送：水曜 17:30 - 18:00[21]
- 西日本放送：土曜 17:25 - 17:55[22]
- 福岡放送：土曜 17:00 - 17:30[23]
- 熊本放送：木曜 17:30 - 18:00[24]

## 映像ソフト、レコード、CD

### 映像ソフト
- バトルホーク DVD - BOX（2005年5月25日発売。特典ディスクに全予告編を収録）
- レンタル専用 DVD バトルホークvol.1 - 7（全7巻）※次回予告収録なし
- バトルホーク DVD - BOX（2013年5月20日発売。映像特典として、各巻に次回予告を収録）
- バトルホークvol.1 - 8（セル／レンタル単品・全8巻）※次回予告収録あり

### レコード、CD
- キングレコード バトルホーク TV（H）26
- ソノラマエース パピィシリーズ バトルホーク APS-5062
- ソノラマ・ゴールデン・パピイ・シリーズ人気TV番組主題歌4曲集 APD-6515
- 朝日ソノラマ テレビ主題歌シリーズ 仮面・変身・超人パレード PART2 APW-9544
- 朝日ソノラマ テレビ主題歌シリーズ ヒットソングビッグ8 APW-8507
- 特撮ファンが選んだオリジナル音源によるTV映画特撮オリジナルセレクト40 SKM（H）-2321 - 2
- 特撮・ヒーロー主題歌大全集GES-31245 - 31254
- 特撮ヒーロースペシャルCD-BOX 特撮英雄伝
- 特撮ヒーロー主題歌・挿入歌大全集III
- TVサイズ! 特撮ヒーロー主題歌大全 1976-2003

## 漫画、関連書籍

### 掲載誌
- 冒険王　1976年11月号 - 1977年6月号　作画：石川賢
- テレビマガジン　記事掲載：1976年11月号 - 1977年3月号、漫画掲載は1977年1月号増刊「10大ヒーロー大行進まんが号」のみ、作画：安田達矢
- おともだち　1976年10月号 - 1977年4月号　作画：細井雄二
- たのしい幼稚園　1976年10、12月号 - 1977年2、4月号　作画：まえかわ良

### 単行本
- パワァコミックス（双葉社）全2巻
- サンワイドコミックス（朝日ソノラマ）全1巻
- アクションコミックス（双葉社）全1巻